# Alberto de Faria
Alberto de Faria (Campos dos Goytacazes, 5 de agosto de 1865 — Rio de Janeiro, 29 de novembro de 1931) foi um advogado e intelectual brasileiro, membro da Academia Brasileira de Letras.

## Biografia
Formou-se em Direito na Faculdade do Largo de São Francisco, em São Paulo. Inicialmente, exerceu a advocacia em Campinas, antes de se estabelecer no Rio de Janeiro, onde continuou sua carreira.
Foi pai do acadêmico Otávio de Faria da Academia Brasileira de Letras e sogro dos acadêmicos Afrânio Peixoto e Alceu Amoroso Lima.
Filiado às ideias republicanas, era abolicionista, tal como o conterrâneo José do Patrocínio.

## Obra
Não se destacou como escritor, tendo produzido apenas dois livros. Sua intensa vida cultural, bem como a índole polemista, lhe renderam o reconhecimento dos acadêmicos, que em face disto o elegeram membro da Academia em 29 de agosto de 1928.
As suas únicas obras foram:
- Política fluminense - ensaio político - 1900;
- Mauá - biografia do Visconde de Mauá - 1902.

## Academia Brasileira de Letras
Foi eleito para ser o segundo ocupante da cadeira 39, em 2 de agosto de 1928, sendo recebido por Hélio Lobo, em dezembro deste mesmo ano.